# أولاد عطو أولاد حمو (سيدي حمادي)
أولاد عطو أولاد حمو هي إحدى مشيخات المملكة المغربية، تتبع جغرافيا لإقليم الفقيه بن صالح وإداريًا لسيدي حمادي. يقدر عدد سكانها بـ 5822 نسمة حسب الإحصاء الرسمي للسكان والسكنى لسنة 2004.